# Roda JC in het seizoen 1965/66
Het seizoen 1965/1966 was het vierde jaar in het bestaan van de Kerkraadse betaaldvoetbalclub Roda JC. De club kwam uit in de Tweede divisie B en eindigde daarin op de vijfde plaats. Tevens deed de club mee aan het toernooi om de KNVB beker, hierin werd de club in de groepsfase uitgeschakeld.

## Wedstrijdstatistieken

### Tweede divisie B
|       | Baronie | FC Den Bosch/BVV | D.F.C. | EDO   | Excelsior | Fortuna | Haarlem | Helmondia '55 | Hermes DVS | Limburgia | NOAD  | RCH   | SVV   | Wilhelmina |
| ----- | ------- | ---------------- | ------ | ----- | --------- | ------- | ------- | ------------- | ---------- | --------- | ----- | ----- | ----- | ---------- |
| Thuis | 0 – 1   | 2 – 2            | 1 – 1  | 4 – 0 | 0 – 0     | 0 – 0   | 4 – 0   | 3 – 0         | 1 – 2      | 0 – 0     | 2 – 1 | 1 – 1 | 2 – 0 | 6 – 1      |
| Uit   | 3 – 2   | 2 – 1            | 3 – 1  | 1 – 1 | 2 – 3     | 0 – 2   | 1 – 1   | 0 – 4         | 1 – 2      | 1 – 1     | 1 – 2 | 3 – 0 | 0 – 0 | 1 – 2      |

### KNVB beker
| Groepsfase                                   | Roda JC                                                                            | 4 – 2 (2 – 2) | Limburgia                                |
| 19 september 1965 Plaats: Kerkrade Kaalheide | Giel Stevelmans 29' Herbert Kriescher 34' Joep Haan 53' John van Tricht 84' (e.d.) |               | 33' Jan Munnecom 38' (pen.) Joop Beckers |
| Groepsfase                                   | Sittardia                                                                          | 4 – 1 (3 – 1) | Roda JC                                  |
| 7 november 1965 Plaats: Sittard De Baandert  | Theo Netten 13' Gerard Gruisen 31' Leo van der Linden 33' Willy Dullens 64'        |               | 14' Hens Fischer                         |
| Groepsfase                                   | Roda JC                                                                            | 0 – 1 (0 – 1) | MVV                                      |
| 2 januari 1966 Plaats: Kerkrade Kaalheide    |                                                                                    |               | 25' Werner Weigel                        |

## Statistieken Roda JC 1965/1966

### Eindstand Roda JC in de Nederlandse Tweede divisie B 1965 / 1966
| Stand | Gespeeld | Gewonnen | Gelijk | Verloren | Punten | Doelpunten voor | Doelpunten tegen |
| ----- | -------- | -------- | ------ | -------- | ------ | --------------- | ---------------- |
| 5e    | 28       | 12       | 10     | 6        | 34     | 48              | 28               |

### Topscorers
| #              | Naam                      | Goal |
| -------------- | ------------------------- | ---- |
| 1.             | Giel Stevelmans           | 11   |
| 2.             | Pierre Custers            | 10   |
| 2.             | Horst Gnielka             | 10   |
| 4.             | Hens Fischer              | 5    |
| 5.             | Fred Gillissen            | 4    |
| 6.             | Herbert Kriescher         | 2    |
| 6.             | Sjef Mommertz             | 2    |
| 8.             | Toon Ederveen             | 1    |
| 8.             | Jan Louwers               | 1    |
| 8.             | Frans Roemgens            | 1    |
| Eigen doelpunt |                           |      |
| –              | Piet Verbunt (Wilhelmina) | 1    |
| Totaal         | Totaal                    | 48   |

| #              | Naam                        | Goal |
| -------------- | --------------------------- | ---- |
| 1.             | Hens Fischer                | 1    |
| 1.             | Joep Haan                   | 1    |
| 1.             | Herbert Kriescher           | 1    |
| 1.             | Giel Stevelmans             | 1    |
| Eigen doelpunt |                             |      |
| –              | John van Tricht (Limburgia) | 1    |
| Totaal         | Totaal                      | 5    |